# مایکوفارستری
مایکوفارستری یک سیستم مدیریت جنگل بوم‌شناسی سیستم‌ها است که برای بهبود اکوسیستم‌های جنگلی و جوامع گیاهی، با معرفی قارچ‌های همزیستی قارچ‌ریشه و ساپروتروفیک، اجرا می‌شود. مایکوفارستری نوعی پرماکالچر محسوب می‌شود و می‌تواند به عنوان یک جزء مفید از یک سیستم دارکشت‌ورزی اجرا شود. این سیستم می‌تواند عملکرد محصولات درختی را افزایش داده و قارچ‌های خوراکی، یک محصول با ارزش اقتصادی، تولید کند. با ادغام انجمن‌های گیاهی-قارچی در یک سیستم مدیریت جنگلداری، می‌توان جنگل‌های بومی را حفظ کرد، ضایعات چوب را می‌توان دوباره به اکوسیستم بازیافت کرد، ترسیب کربن را می‌توان افزایش داد، مکان‌های احیای کاشته شده را افزایش داد و پایداری اکوسیستم‌های جنگلی را بهبود بخشید. مایکوفارستری جایگزینی برای عمل قطع درختان است که چوب‌های مرده را از جنگل‌ها حذف می‌کند و در نتیجه دسترسی به مواد مغذی را کاهش داده و عمق خاک را کاهش می‌دهد.

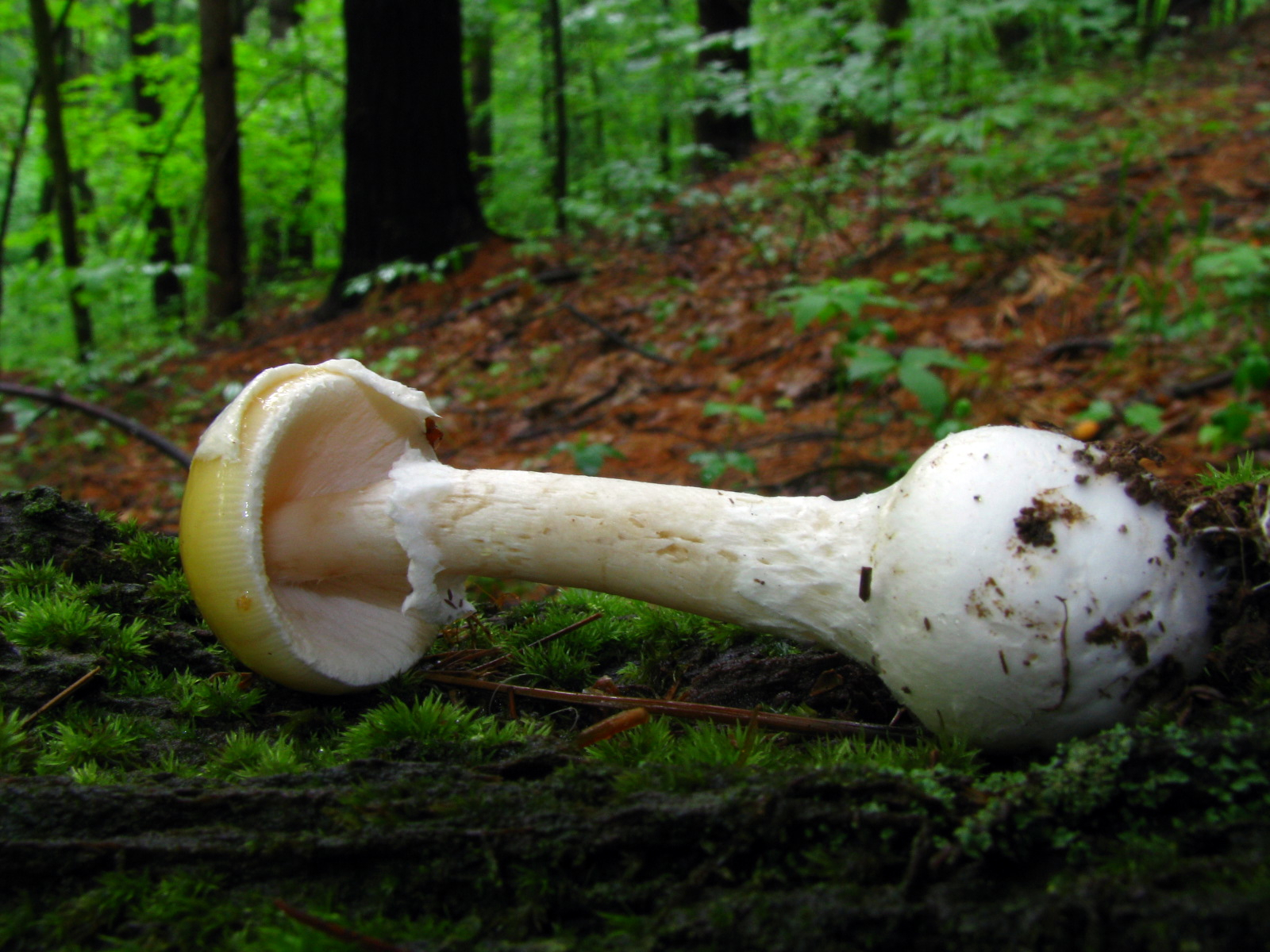
گونه‌های آمانیتا اکتومیکوریزال با درختان فراوان هستند.

## انتخاب گونه‌های قارچی
به گفته پاول استامتس، اولین اصل برای ایجاد یک سیستم جنگلداری قارچی، استفاده از گونه‌های قارچی بومی است. اجرای یک سیستم جنگلداری قارچی، پتانسیل بهبود تلاش‌های احیا و امکان سود اقتصادی از طریق کشت و برداشت قارچ را فراهم می‌کند. با این حال، برای استفاده از فلور قارچی بومی، ابتدا باید روابط بین گونه‌های قارچی موجود و بستر رشد و زیستگاه مورد مطالعه قرار گیرد.
یک راه ساده برای معرفی سیستم جنگلداری قارچی و افزایش کاشت گیاهان در فضای باز برای محصولات کشاورزی و مکان‌های احیای جنگل، «استفاده از مایه تلقیح اسپور میکوریزا هنگام کاشت مجدد اراضی جنگلی» است. برای این فرایند، بهتر است درختان بومی را با قارچ‌های میکوریزای بومی تطبیق دهید. این روش عملکرد اکوسیستم بومی و تنوع زیستی بومی را حفظ و ارتقا می‌دهد.
فرض بر این است که در یک اکوسیستم جنگلی فعال، یک شبکه میسلیومی زیرزمینی حتی اگر هیچ اندام میوه‌ای قابل مشاهده نباشد، همچنان پابرجاست. دوره ناپدید شدن قارچ‌ها از یک منطقه نباید باعث نگرانی شود. برای ایجاد اندام میوه‌ای، بسیاری از گونه‌های قارچی به شرایط محیطی خاصی نیاز دارند. اکثر گونه‌های قارچ در تمام طول سال میوه نمی‌دهند.
جنگلداری قارچی یک حوزه و عمل علمی نوظهور است. تا زمانی که پروتکل‌های استاندارد گسترده‌ای ایجاد و تکمیل نشوند، جمع‌آوری شرایط اکولوژیکی فعلی و تاریخی محل، موفقیت پروژه را بهبود می‌بخشد. بنابراین، بررسی روابط قارچی در محل تحت شرایط مطلوب و نامطلوب برای اجرای یک سیستم جنگلداری قارچی مفید است.

## قارچ‌های ساپروتروفیک

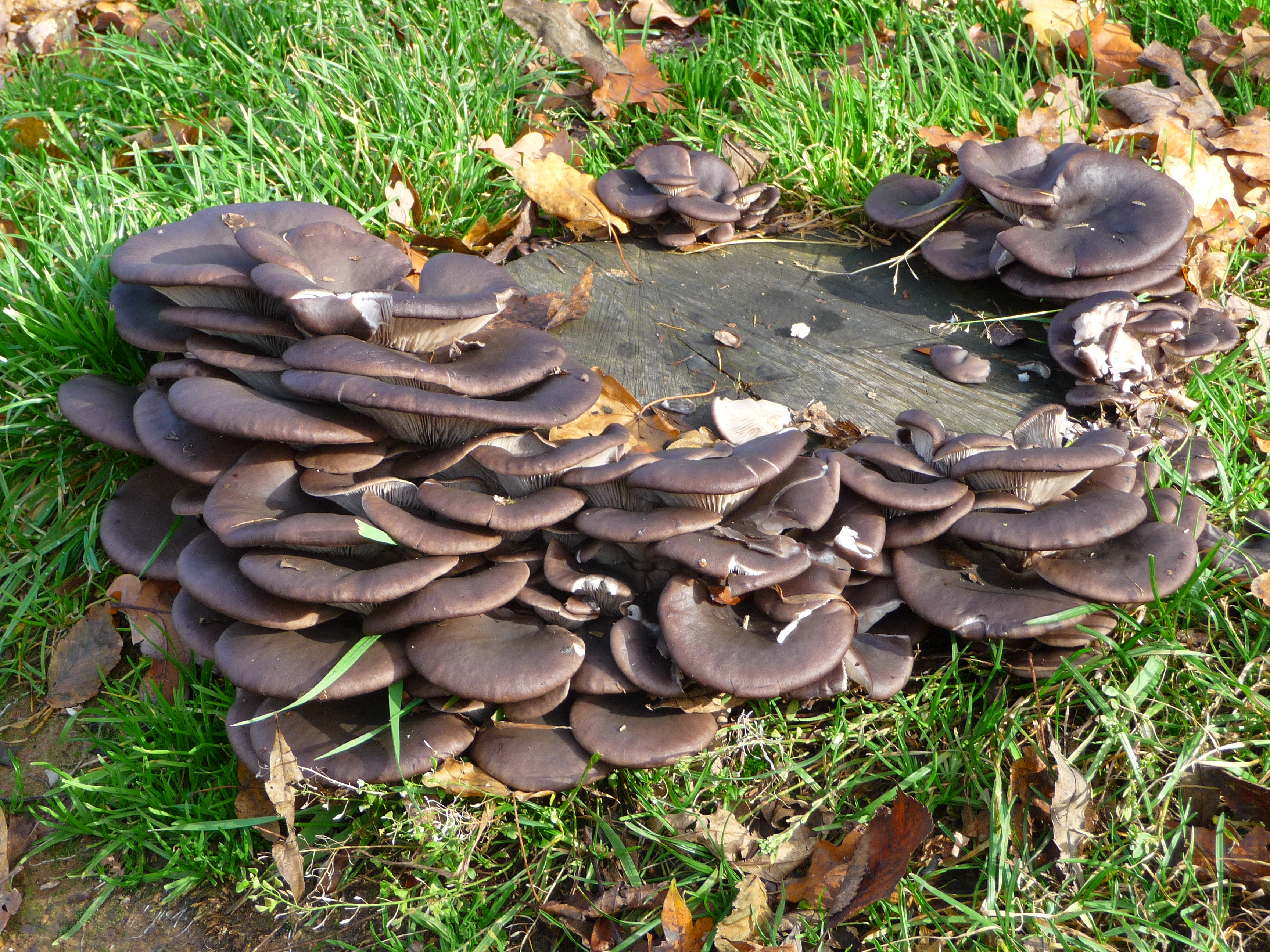
قارچ‌های صدفی خوراکی که از کنده میوه می‌دهند

اصل دوم، ترویج قارچ‌های ساپروتروفیک در محیط است. قارچ‌های ساپروفیت برای سیستم‌های جنگلداری قارچی بسیار مهم هستند زیرا این قارچ‌ها ترکیبات اصلی تجزیه چوب و بازگرداندن مواد مغذی به خاک برای استفاده توسط بقیه اکوسیستم جنگل هستند. این کار را می‌توان از طریق تلقیح بقایای چوب در محل انجام داد. روغن‌های اسپوردار (روغن‌های زیست‌تخریب‌پذیر حاوی اسپورهای قارچی) را می‌توان در اره‌های برقی استفاده کرد، زمانی که چوب‌های سخت مشکل‌ساز یا مهاجم نیاز به قطع دارند. این روش روشی ساده برای تلقیح درخت است. علاوه بر این، می‌توان تخم‌های پلاگ را پیاده‌سازی و به توده چوب تزریق کرد و دوباره باعث ایجاد کلونیزاسیون توسط قارچ انتخاب شده شد. در نهایت، تلاش‌های مکرر برای کمونیزاسیون نباید ضروری باشد زیرا بسیاری از اشکال حیات قارچی قوی هستند و به خودی خود در خاک گسترش یافته و پایدار می‌مانند.
در مدیریت سیستم جنگلداری قارچی، مهم است که چوب‌های مرده با زمین در تماس باشند. این امر به قارچ اجازه می‌دهد تا از خاک به بالا برسد و چوب‌های افتاده را تجزیه کند و مواد مغذی را با سرعت بسیار بیشتری نسبت به حالتی که چوب به حال خود رها می‌شود، آزاد کند. علاوه بر این، مهم است که چوب‌های مرده را در محل رها کنیم تا دوباره به خاک تجزیه شوند. این فلسفه به‌طور مشابه بر اساس این واقعیت است که قطع کامل جنگل، مواد مغذی و ضخامت خاک را کاهش می‌دهد.

## تعاملات مفید قارچی

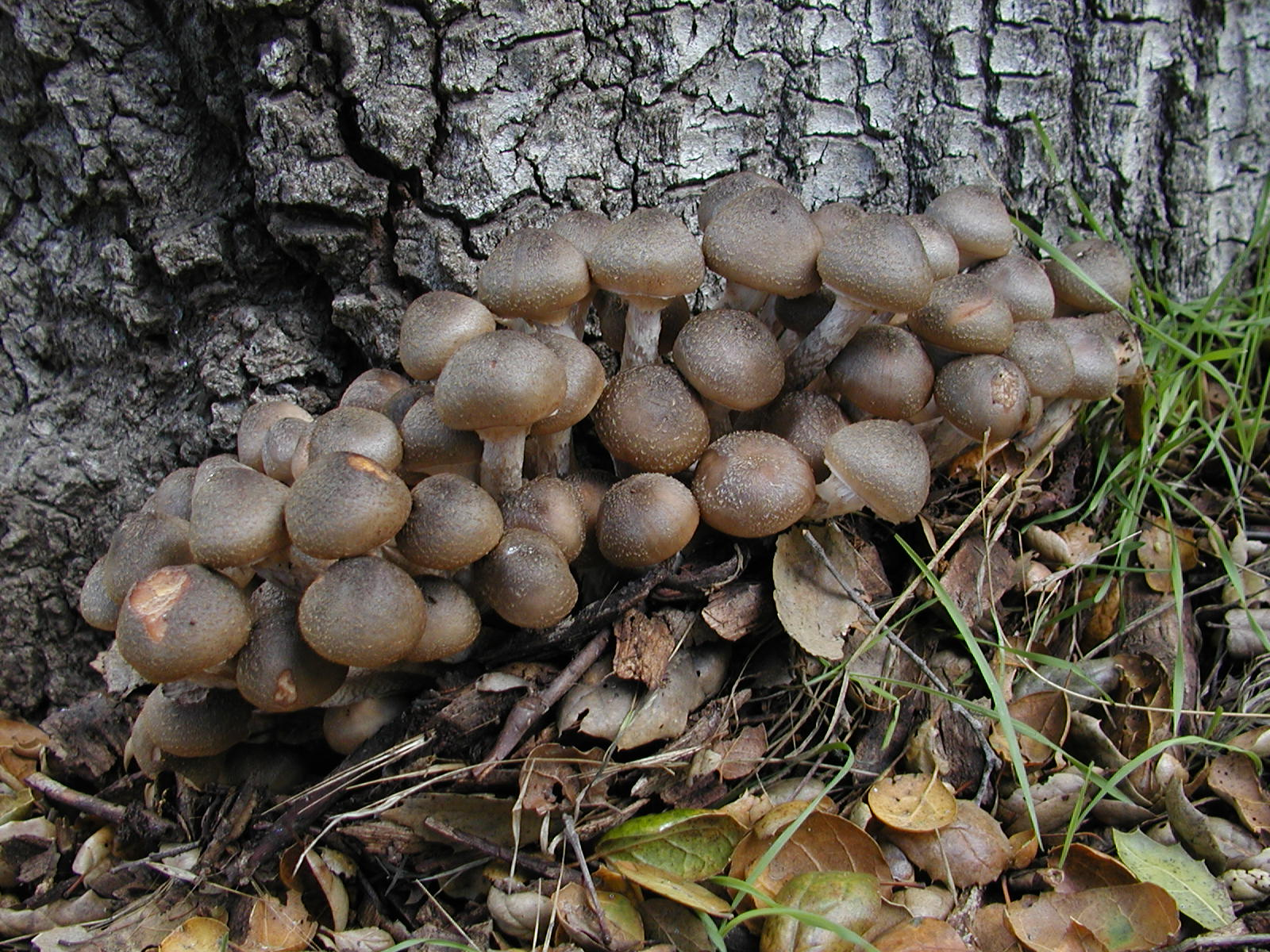
آرمیلاریا، یکقارچ انگلی

اصل سوم، به‌کارگیری گونه‌هایی است که برای گونه‌های گیاهی مفید شناخته شده‌اند. اینها معمولاً قارچ‌های میکوریزا هستند که ارتباط طولانی‌مدت با گیاهان برقرار می‌کنند، اغلب در داخل ریشه‌های گیاهان گسترش می‌یابند، به عنوان یک سیستم ریشه‌ای اضافی عمل می‌کنند و جذب مواد مغذی و آب را بهبود می‌بخشند.
استفاده از گونه‌های قارچی که حشره را جذب می‌کنند می‌تواند منبع مفیدی برای غذای ماهی باشد. این روش، جنگل‌های قارچی را به یک سیستم بزرگتر تبدیل می‌کند. برخلاف اکثر سیستم‌های کشاورزی، این روش از چندین طریق به محیط زیست کمک می‌کند. این روش تمام جنبه‌های بیولوژیکی محیط را به هم پیوند می‌دهد و باعث ایجاد زندگی پایدار و تولید مواد غذایی و همچنین شیلات پایدار مشابه با آهوپوآی باستانی هاوایی می‌شود که از تمام بخش‌های زمین برای امنیت زیست‌محیطی و غذایی به‌طور پایدار استفاده می‌کرد.
علاوه بر این، می‌توان گونه‌های قارچی را به کار گرفت که با عوامل بیماری‌زا مانند پوسیدگی ریشه آرمیلاریا رقابت می‌کنند تا از سیستم جنگلداری در درازمدت محافظت کنند.
علاوه بر این، اجرای یک سیستم جنگل زراعی، فعالیت‌های میکورپالایش و میکوفیلاسیون را انجام می‌دهد، سموم را پاکسازی می‌کند و محیط زیست را احیا می‌کند.